# Усинский район (Красноярский край)
Усинский район — бывший район на территории Красноярского края, существовавший с 1924 по 1957 год. Административный центр — с. Верхнеусинское.
Находился в пределах современного Ермаковского района.

## История
4 апреля 1924 года в результате административно-территориальной реформы СССР на территориях упразднённого Усинского пограничного округа Енисейской губернии Приказом №52 Енисейского губернского исполкома был создан Усинский район с административным центром в селе Верхнеусинском. 
А 1925 году вошёл в состав Минусинского округа Сибирского края. 
В 1930 году район вошёл в состав Западно-Сибирского края.
В 1934 году произошло так называемое разукрупнение Западно-Сибирского края и значительная часть его территорий были переданы в новообразованный Красноярский край. Усинский район в рамках этой кампании  был включён в состав Хакасской автономной области Красноярского края. 
До 1944 года Усинский район был приграничным районом СССР и граничил на юге с Тувинской Народной Республикой. 
14 августа 1957 года Усинский район как административная единица прекратил существование и его территория была передана в состав Ермаковского района Красноярского края.